# FCM Bacău
Fotbal Club Municipal Bacău byl rumunský fotbalový klub z města Bacău. Založen byl roku 1950. V rumunské lize dosáhl nejvýše 4. místa, v rumunském poháru se jednou probojoval do finále (1990/91). Přesto si připsal významný úspěch v evropských pohárech, v sezóně 1969/70 postoupil do čtvrtfinále Veletržního poháru (vyřadil Florianu, Skeid Oslo a Kilmarnock, vypadl s Arsenalem Londýn). V sezóně 1991/92 hrál jako poražený finalista domácího poháru též Pohár vítězů pohárů, vypadl v 1. kole s Werderem Brémy. Klub hrával ke konci historie v nižších rumunských soutěžích, zanikl v roce 2014.

## Historické názvy
- 1950 – Dinamo Bacău
- 1971 – Sport Club Bacău
- 1990 – Fotbal Club Consart Bacău
- 1992 – Fotbal Club Selena Bacău
- 1996 – Asociația Sportivă Bacău
- 1997 – Fotbal Club Municipal Bacău

## Získané trofeje
- Cupa Ligii ( 1x )
  - 1997/98[1]

## Umístění v jednotlivých sezonách
| Sezóny  | Liga               | Úroveň | Z                                                  | V                                                  | R                                                  | P                                                  | VG                                                 | OG                                                 | +/-                                                | B                                                  | Pozice |
| ------- | ------------------ | ------ | -------------------------------------------------- | -------------------------------------------------- | -------------------------------------------------- | -------------------------------------------------- | -------------------------------------------------- | -------------------------------------------------- | -------------------------------------------------- | -------------------------------------------------- | ------ |
| 2009/10 | Liga II - Seria I  | 2      | 34                                                 | 12                                                 | 7                                                  | 15                                                 | 47                                                 | 57                                                 | -10                                                | 43                                                 | 12.    |
| 2010/11 | Liga III - Seria I | 3      | 26                                                 | 23                                                 | 3                                                  | 0                                                  | 78                                                 | 12                                                 | +66                                                | 72                                                 | 1.     |
| 2011/12 | Liga II - Seria I  | 2      | 30                                                 | 13                                                 | 6                                                  | 11                                                 | 43                                                 | 31                                                 | +12                                                | 45                                                 | 7.     |
| 2012/13 | Liga II - Seria I  | 2      | Klub se odhlásil ze soutěže po 1. kole             | Klub se odhlásil ze soutěže po 1. kole             | Klub se odhlásil ze soutěže po 1. kole             | Klub se odhlásil ze soutěže po 1. kole             | Klub se odhlásil ze soutěže po 1. kole             | Klub se odhlásil ze soutěže po 1. kole             | Klub se odhlásil ze soutěže po 1. kole             | Klub se odhlásil ze soutěže po 1. kole             | 14.    |
| 2013/14 | Liga III - Seria I | 3      | Klub se odhlásil ze soutěže před zahájením ročníku | Klub se odhlásil ze soutěže před zahájením ročníku | Klub se odhlásil ze soutěže před zahájením ročníku | Klub se odhlásil ze soutěže před zahájením ročníku | Klub se odhlásil ze soutěže před zahájením ročníku | Klub se odhlásil ze soutěže před zahájením ročníku | Klub se odhlásil ze soutěže před zahájením ročníku | Klub se odhlásil ze soutěže před zahájením ročníku | 12.    |

## Účast v evropských pohárech
| Ročník  | Soutěž              | Kolo        | Klub              | Doma | Venku | Celkem |
| ------- | ------------------- | ----------- | ----------------- | ---- | ----- | ------ |
| 1969/70 | Veletržní pohár     | 1. kolo     | Floriana FC       | 6:0  | 1:0   | 7:0    |
|         |                     | 2. kolo     | Skeid Fotball     | 2:0  | 0:0   | 2:0    |
|         |                     | 3. kolo     | Kilmarnock FC     | 2:0  | 1:1   | 3:1    |
|         |                     | Čtvrtfinále | Arsenal FC        | 0:2  | 1:7   | 1:9    |
| 1991/92 | Pohár vítězů pohárů | 1. kolo     | SV Werder Bremen  | 0:6  | 0:5   | 0:11   |
| 1999    | Pohár Intertoto     | 1. kolo     | FC Ararat Jerevan | 0:1  | 0:1   | 0:2    |